# Jessica Clark
Jessica Clark (Londra, 21 aprile 1985) è una modella e attrice britannica.

## Carriera
Di origini indiane e nigeriane, Jessica Clark nasce a Londra (Regno Unito).
Prima di intraprendere la carriera di modella studia per un anno all'università; in seguito decide di abbandonare gli studi a causa di problemi economici, proviene infatti da una famiglia povera.
A sedici anni in Inghilterra vince un concorso per la ricerca di modelle. Dopo il concorso ottiene qualche lavoro part-time fin quando comincia a dedicarsi completamente al mondo della moda a partire dai venti anni. A New York firma un contratto con la Ford Models, sfila per Hermès e Julian McDonald, compare nelle campagne pubblicitarie di Redken, Alexander McQueen e Adidas Adrenaline.
Nel 2008 compare in due numeri di Lucky Magazine (agosto e settembre) e negli editoriali di Trace e Luire. Nel 2009 compare in Vogue India (numero di settembre) e Elle (luglio).
Come attrice ha recitato in alcuni cortometraggi ed è apparsa una varie serie tv, tra cui Chemistry. Nel 2012 è apparsa in alcuni episodi di True Blood, nel ruolo della millenaria vampira dea Lilith.

### Vita privata
È apertamente lesbica e vive a New York con la sua compagna Lacey Stone con la quale si è sposata nel 2010. Assieme alla compagna collabora con il sito web AfterEllen.com, dove ogni settimana discute di argomenti legati al mondo dell'omosessualità femminile.

## Agenzie
- Marilyn Agency - New York, Parigi
- Models 1 Agency - Londra
- Ford Models - New York
- Model Network - Sudafrica

## Filmografia

### Attrice

#### Cinema
- A Perfect Ending, regia di Nicole Conn (2012)
- Poker Listing, regia di Conor Allyn (2015)

#### Televisione
- Chemistry – serie TV, 6 episodi (2011)
- True Blood – serie TV, 8 episodi (2012-2013)
- Revenge – serie TV, episodio 3x15 (2014)
- Girlfriends' Guide to Divorce – serie TV, episodi 1x04-1x05 (2014)
- Murder in the First – serie TV, episodi 2x03-2x04 (2015)
- The Doll Maker – serie TV, 6 episodi (2020)
- True Story – serie TV, episodio 1x06 (2021)

### Doppiatrice
- Dragon Age: The Veilguard – videogioco (2024)